# Coryphoblennius galerita
La moma es la especie Coryphoblennius galerita, la única del género Coryphoblennius, un pez de la familia blénidos del orden de los Perciformes.
Su nombre científico procede del griego: koryphe (cumbre, cima) + blennios (mucosidad).

## Hábitat natural
Esta especie tiene una amplia distribución subtropical por la costa este del océano Atlántico, desde las islas británicas al norte hasta Marruecos e islas Canarias al sur, así como por todo el mar Mediterráneo, el mar de Mármara y el mar Negro. También se encuentra en las islas Azores. Suele vivir pegado al fondo marino, de hábito demersal, oculto en las áreas rocosas.
Parece que la moma está siendo afectada por la contaminación, sin embargo no se observa disminución de sus poblaciones y es calificada como especie de "preocupación menor".

## Descripción
Con la forma característica de los blénidos y coloración críptica, la longitud máxima descrita es de 7'6 cm.

## Comportamiento

### Alimentación
Se ha comprobado que puede permanecer fuera del agua debajo de las piedras y algas marinas, donde puede respirar del aire. Son omnívoros, alimentándose de copépodos y ostrácodos mientras son juveniles, pasando a una dieta exclusiva de algas cuando se convierten en adultos.

### Reproducción
Los juveniles se mantienen en las pequeñas charcas de marea. Los territorios son protegidos por los machos, consistentes en depresiones o grietas. Durante el apareamiento, los machos promocionan su nido limpiando y ventilanado la zona, sobre la que el macho y varias hembras depositarán los gametos; los machos guardan después los huevos de varias hembras, adheridos a la roca.

### Depredadores
En las islas Azores es depredado por el serrano imperial.

## Galería de imágenes

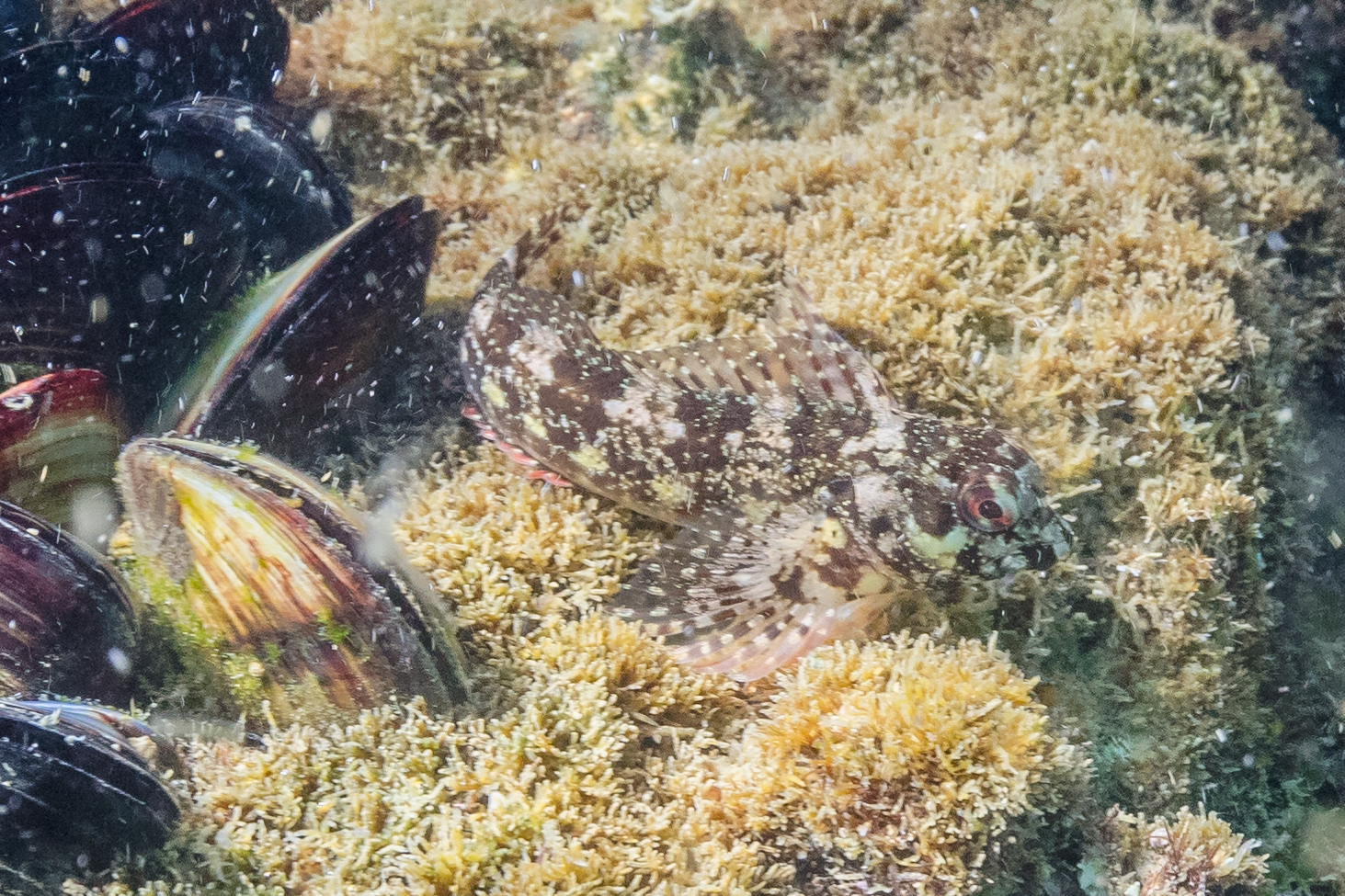
Ejemplar en la costa de Portugal.
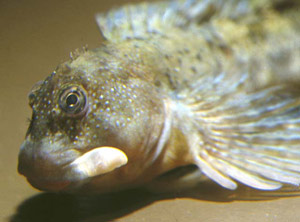
Detalle de la cabeza.